# جبهه غرب ۱۹۱۸
جبهه غرب ۱۹۱۸ (انگلیسی: Westfront 1918) یک فیلم جنگی صامت به کارگردانی گئورگ ویلهلم پابست محصول سال ۱۹۳۰ است که وقایع آن در سنگرهای جبهه غربی جنگ جهانی اول می‌گذرد. از بازیگران آن می‌توان به فریتس کامپرس، گوستاو دیسل و ولادیمیر سوکولوف اشاره کرد.